# Elena Băsescu

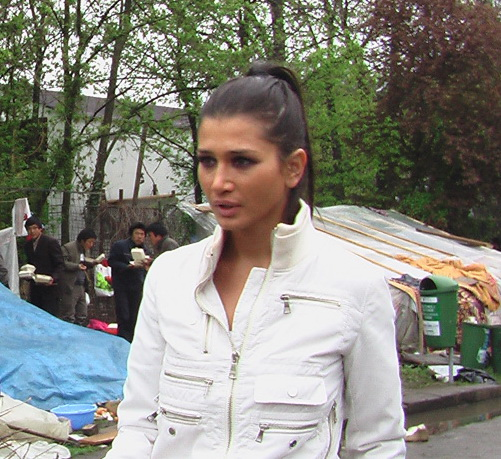
Elena Băsescu

Elena Băsescu, född 24 april 1980, är en rumänsk politiker som tidigare varit generalsekreterare för Liberaldemokratiska partiets ungdomsförbund samt ledamot av Europaparlamentet 2009-2014. Hon är yngsta dotter till Rumäniens president Traian Băsescu. Ursprungligen arbetade hon som modell, och påbörjade sin politiska karriär 2007. Hon har en examen i ekonomi. I Europaparlamentsvalet 2009 ställde hon upp som oberoende kandidat och erhöll 4,22 procent av rösterna i Rumänien. Det innebar att hon säkrade ett eget mandat i parlamentet. Hon anslöt sig till Liberaldemokratiska partiet i samband med att valresultatet stod klart.